# Jehyson Guzmán
Jehyson José Guzmán Araque (Mérida, Estado Mérida, Venezuela; 18 de enero de 1980) es un político venezolano, fue gobernador del estado Mérida desde 2021 hasta 2025, anteriormente fue ministro de Educación Universitaria desde 2014 hasta 2017, además, diputado a la Asamblea Nacional y a la  Asamblea Nacional Constituyente.

## Biografía
Es hijo de José Cheo Guzmán, dirigente social entre las décadas de 1980 y 1990.

### Educación y comienzos
Sus orígenes políticos se remontan al liderazgo estudiantil en la Universidad de Los Andes, donde presidió la Federación de Centros Universitarios entre 2005 y 2006, tras ganarle a  Nixon Moreno con el respaldo del Movimiento Utopía 78 (entre cuyos fundadores están Tareck El Aissami y Hugo Cabezas Bracamonte). Un cable filtrado de WikiLeaks al gobierno de Estados Unidos reveló que un exalcalde de Mérida mantuvo conversaciones con funcionarios estadounidenses y les dijo que tenían sospechas que había recibido fondos para su campaña de Florencio Porras.
De ahí se graduó como licenciado en Administración de empresas, egresado en 2010.

### Carrera política
Fue parte de la Juventud del Partido Socialista Unido de Venezuela (PSUV). En 2011 fue nombrado viceministro de Educación Universitaria del Ministerio del Poder Popular para la Educación Universitaria, Ciencia y Tecnología.  El mismo año fue designado presidente de la Fundación Misión Sucre en 2011.

#### Ministro de Educación Universitaria
De 2014 a 2017 fue ministro del Poder Popular para la Educación Universitaria.
Fue nombrado viceministro de Comunidades Educativas y Unión con el Pueblo del Ministerio del Poder Popular para la Educación en 2016 y gerente general del Instituto Nacional del Poder Popular Para la juventud el mismo año.

#### Miembro de la ANC
Fue electo constituyente en la Asamblea Nacional Constituyente por el municipio Libertador del Estado Mérida, desde 2017 hasta el 2020, cuando la ANC fue disuelta sin proponer ninguna nueva Constitución para la república.

#### Candidatura a gobernador yprotectorde Mérida
En 2017 se lanzó a las elecciones por la gobernación de Mérida donde perdió contra Ramón Guevara. A los pocos días de esto, fue nombrado por Nicolás Maduro presidente de la Protección Social y Económica del Pueblo Merideño (Corpomerida) adscrito a la vicepresidencia de la República, una autoridad paralela designada por el mandatario en regiones y municipios donde ganó la oposición.
Esta autoridad paralela generó controversia tanto dentro de la oposición, al ser denunciada por Ramón Guevara la desviación de la asignación del presupuesto nacional al protectorado de Guzmán en vez de la propia gobernación electa popularmente como dentro de algunos sectores del chavismo, entre ellos Florencio Porras, quien fue gobernador de Mérida también por el PSUV, quien lo acusó de haber arrebatado al estado «recursos e instituciones como Aguas de Mérida, órganos de seguridad y protección, salud y educación» durante la época de su protectorado.
El Sindicato Nacional de Trabajadores de la Prensa de Venezuela (SNTP) denunció en agosto de 2021 que desde el departamento de comunicación de Guzmán «atacan y acusan de mentirosos a periodistas de la entidad y medios regionales independientes por publicar información en torno a la tragedia en Tovar», intimidando a través de redes sociales a la delegada sindical de la entidad, Yanara Vivas, y a otros periodistas, como Leonardo León. Dicha denuncia fue recogida por el Departamento de Estado de los Estados Unidos en su Informe anual de Derechos Humanos de 2021 como uno de los casos de «violencia y acoso» en su sección «Respeto a las libertades civiles» en Venezuela de dicho informe.

#### Diputado
En diciembre de 2020 fue electo diputado a la  Asamblea Nacional.
Mientras era protector y diputado hizo campaña con entes públicos para lanzarse otra vez como gobernador del Estado Mérida, violando así el reglamento general de la Ley Orgánica de Procesos Electorales, que obliga al funcionario a separarse de su cargo si aspira a ocupar otro puesto.

#### Gobernador de Mérida
En 2021 hizo campaña como candidato del PSUV con el eslogan «Mérida tiene con qué», esta vez sin utilizar el característico color rojo del chavismo, sino más bien un estilo multicolor, y sin hacer menciones a Chávez ni el oficialismo. Resultó electo como gobernador esta vez, tomando posesión del cargo a partir del 1 de diciembre.
En febrero de 2023 inauguró en Mérida la primera planta pública de paneles solares en Venezuela, en el Municipio Sucre.
Durante su gestión Mérida atraviesa una crisis de abastecimiento de gasolina, a la cual respondió en junio de 2023 implementando un sistema de racionamiento donde se seleccionan a través de un bolillero las placas de automóviles de los ciudadanos en un estilo similar al Bingo y se publican a través de una cuenta de Instagram.
En agosto de 2023 el alcalde del municipio Arzobispo Chacón, Omar Fernández, lo acusó de quitarle al municipio máquinas del ministerio de Transporte durante las emergencias de lluvia en Mérida y de negarse a reunirse con él para abordar la emergencia debido a diferencias políticas.
En agosto de 2023 comenzó una campaña de ahorro de energía como compensación de las deficiencias del servicio y ante la crisis energética en Mérida, que según este, se debía a un «saboteo realizado en la subestación de Santa Elena de Arenales».
En abril de 2024 fue detenidas cuatro personas en Mérida, entre esos, la pareja de abogados Fanny Cruz y Armando Colina, miembros de la ONG Fundación Loto Azul, tras compartir un video en WhatsApp donde vinculaban al gobernador Guzmán con hechos de corrupción, siendo acusados de «incitación al odio». A Cruz se le dictó arresto domiciliario, a Colina medida de presentación, y a Liliana Cruz Clemente y Adriana Rodríguez, también detenidas, se les dio medida cautelar de presentación. La ONG Justicia, Encuentro y Perdón condenó «la indebida aplicación de instrumentos normativos para perseguir a los ciudadanos y limitar el disfrute de sus libertades y derechos humanos».